# Римски царски новац
Римски царски новац је био новац коришћен у Римском царству. Састојао се из новчића од злата, бронзе, бакра, сребра и врсте месинга званог Орикалкум. Основна и највреднија јединица римског новца је била Ауреус (првоб. име Нумус Ауреус, у преводу златни новчић), и био је кован од злата, а најмања јединица римског новца је био Ас, кован од бакра. Почетак периода ковања новца је забележен крајем 4. века пре Христа и трајао је све до пада Западног римског царства.
Римски новац је имао своју хијерархију вредости. Током владавине Октавијана Августа један Ауреус је вредео 400 аса, један сребрни Денаријус је вредео 16 бакарних аса, један бронзани Сестерциј је вредео 4 аса и један бронзани Дупондиј је вредео 2 аса. Ас је имао и своје поделе; Семис који је вредео пола аса, и Квадранс који је вредео четвртину аса. 